# سم‌زدایی (فیزیولوژی)
سم زدایی، دیتاکسیفیکیشن (به انگلیسی: detoxification)، یا سم‌زدایی متابولیک، از مکانیزم‌های مهم در فیزیولوژی است. سم‌زدایی متابولیک به معنی سم‌زدایی طبیعی توسط خود بدن از طریق پروسه‌های متابولیک درون بدن (مثلا توسط آنزیم‌ها) است. سم‌زدایی، به عنوان وظیفهٔ اصلی کبد و کلیه تعریف می‌شود.

## انواع سم زدایی متابولیک

### سم زدایی درکبد
یکی از کارکردها و دلایل وجودی اصلی کبد (بزرگترین عضو داخلی بدن)، سم‌زدایی است و از این لحاظ در پزشکی کاملاً شناخته شده‌است.
کبد مواد سمی را تجزیه یا تغییر می‌دهد (به عنوان مثال با متیلاسیون). بیشتر داروها در فرایند متابولیزم دارو در این مسیرهای فیزیولوژیک تولید می‌شوند.
مهم‌ترین آنزیم‌های این مسیرهای سم‌زدایی متابولیک،
اکسیدازهای سیتوکروم پی ۴۵۰ (cytochrome P450 oxidases)،
یودی‌پی-گلوکورونوسیل‌ترانسفرازها (یا ترانسفرازهای اوریدین دی‌فسفات گلوکورونوسیل یا UDP-glucuronosyltransferases)، و
اس-ترنسفراز گلوتاتیون (glutathione S-transferases)
می‌باشند.
مکانیزم این آنزیم‌های کبدی به دلیل این‌که در متابولیسم داروها دخیل هستند، به خوبی مطالعه شده‌اند.
چند مسیر فیزیولوژیک موازی سم زدایی در کبد وجود دارد، که موسوم به فاز۱، فاز۲ و فاز۳ می‌باشند.

### سم زدایی توسطکلیه
دفع بخش عمده محصولات زائد متابولیسم (سم زدایی) که در بدن نیاز نیستند،
مواد شیمیایی خارجی، داروها و متابولیت‌های هورمون‌ها
عمدتاً بر عهده کلیه‌ها می‌باشد. اوره، کراتینین، اسیداوریک، محصولات نهایی تجزیه هموگلوبین و متابولیت‌های هورمون‌های مختلف دفع شده توسط کلیه می‌باشند.

### سم زدایی در سلول‌ها
بخش صاف شبکه آندوپلاسمی نقش بزرگی در سم‌زدایی برخی مواد شیمیایی آلی دارد. به این صورت که آن‌ها را به تولیدات بی خطر تری که محصول در آب باشند تبدیل می‌کند.

### سایر پروسه‌های سم‌زدایی بدن
- سم‌زدایی پروتئین[۵] برای زدودن پروتئین‌های حاوی آرژینین متیل‌دار (متیله) شده.

## سم زدایی غیر متابولیک
سم زدایی ممکن است سم زدایی متابولیکی باشد (توسط خود بدن، مثلاً کبد) یا توسط مواد بیرونی باشد.
ممکن است پروسه‌های سم زدایی خود بدن توسط غذاهایی
تقویت شوند.
استفاده از روش‌های سم‌زدایی یا درمان با سم‌زدایی یکی از موضوعات مطرح در پزشکی جایگزین است و محل بحث و جدل است.

## مرتبط
- سم‌زدایی (پزشکی جایگزین)
- سم‌زدایی (شستشوی روده)
- سم‌زدایی (فیزیولوژی)
- سم‌زدایی برای اختلال سوءمصرف مواد، الکل، و غیره